# Нижнее Песчаное
Нижнее Песчаное, Нижне-Песчаное — пресноводное озеро на территории сельского поселения Зареченск Кандалакшского района Мурманской области.

## Общие сведения
Площадь озера — 1,1 км². Располагается на высоте 119,8 метров над уровнем моря.
Форма озера продолговатая: оно немного вытянуто с северо-запада на юго-восток. Берега несильно изрезанные, каменисто-песчаные, преимущественно возвышенные, скалистые.
Через озеро течёт река Каменная, впадающая в Ковдозеро, через которое протекает река Ковда, впадающая, в свою очередь, в Белое море.
В озере расположены два небольших безымянных острова различной площади.
Вдоль юго-восточного берега озера проходит лесная дорога.
Населённые пункты вблизи водоёма отсутствуют.
Код объекта в государственном водном реестре — 02020000611102000001433.